# Belmonte de Miranda
Belmonte de Miranda (asztur-leóni nyelven egyszerűen Miranda) település Spanyolországban, Asztúria autonóm közösségben. Belmonte de Miranda Grado, Teverga, Somiedo, Tineo és Salas községekkel határos. Lakosainak száma 1394 fő (2024).

## Népesség
A település lakosságának változását az alábbi diagram mutatja:
| Lakosok száma | 2265 | 2054 | 1890 | 1807 | 1740 | 1653 | 1554 | 1489 | 1425 | 1394 |
|               | 2001 | 2004 | 2007 | 2009 | 2012 | 2014 | 2017 | 2019 | 2022 | 2024 |